# Хухра (річка)
Ху́хра (стародавня назва — Хірія) — річка в Україні, в межах Краснокутської селищної громади Богодухівського району Харківської області (витоки) та Чернеччинської сільської громади Охтирського району Сумської області. Ліва притока Ворскли (басейн Дніпра).

## Опис
Довжина річки 31 км, у тому числі в межах Богодухівського району 8,5 км, Охтирського — 22,5 км. Річище слабозвивисте (в пониззі більш звивисте), місцями заболочене. В посушливі роки у верхів'ї річка пересихає. Споруджено декілька ставків — в селах Сонячне, Бугрувате, Хухра.

## Розташування
Хухра бере початок на північний схід від с. Каплунівки. Тече переважно на захід. Впадає до Ворскли на захід від  села Хухри. 

## Населені пункти
На берегах Хухри розташовані села  — Каплунівка, Сонячне, Бугрувате, Восьме Березня, Перемога і Хухра.

## Про назву
Назви річки має тюркське коріння. В калмицькій мові дієслово хухр-хухр гих означає копошитися. В новгородському діалекті трапляється слово ху́хря, а у калузькому — хухря́й, які значили нечеса, розтріпа, замазура. В «Словарі української мови» Б. Д. Грінченка (1909) хухрити — лузати (насіння) (Лубенський повіт).

## Притоки
- Яр Хухря - ліва притока, бере початок на південному сході від села Каплунівка, протікає через село і впадає у річку Хухрю на його західній околиці.
- Балка Козюлепи - права притока, впадає у Хухру у східній частині села Бугрувате.
- Хохімля (Петришин Яр) - ліва притока.[3] Починається у селі Гаркавець, тече на північний захід повз село Павлівка і впадає у Хухру у селі Бугрувате.
  - Яр Хухрянський - ліва притока Хотімлі, впадає на околиці села Павлівка.
- Балка Крутенька - ліва притока, впадає в хухру на західній околиці села Восьме Березня

## Цікаві факти
- Існує припущення, що в стародавні часи через річку Хухра водою можна було швидко потрапити з долини річки Мерли в долину Ворскли (тобто з одного великого городища, яке нині відоме як городище біля села Городнє, відразу в «столицю» скіфів — Більське городище).
- Достеменно відомо, що у 1183 році в межиріччі Ворскли і Мерли зіткнувся з половцями князь Ігор, який, ведучий війська до Мерли, якраз перетинав річку Хірію (Хухру)[4].
- Неподалік від гирла річки розташований Хухрянський заказник.

## Галерея

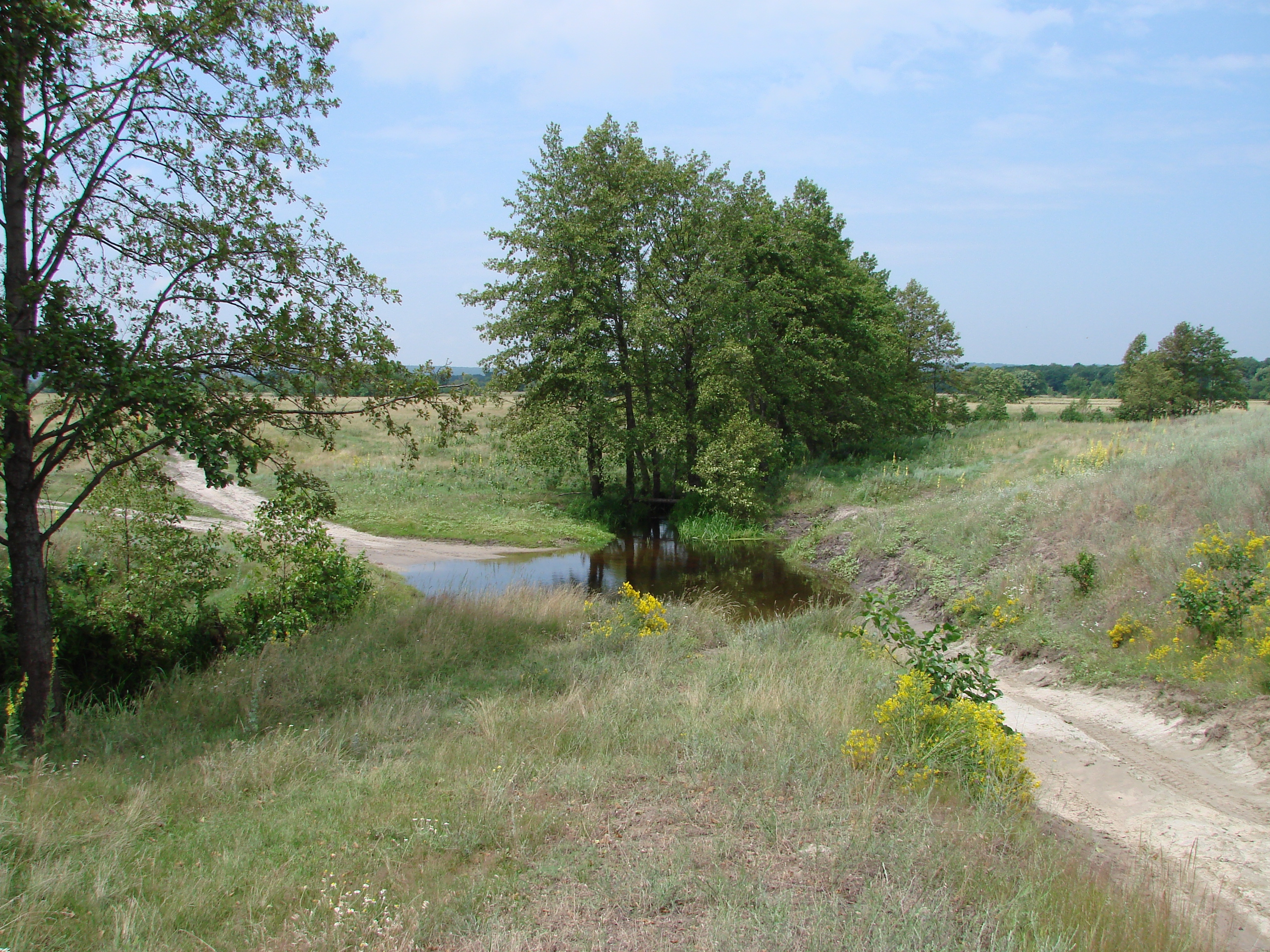
Річка в селі Хухра
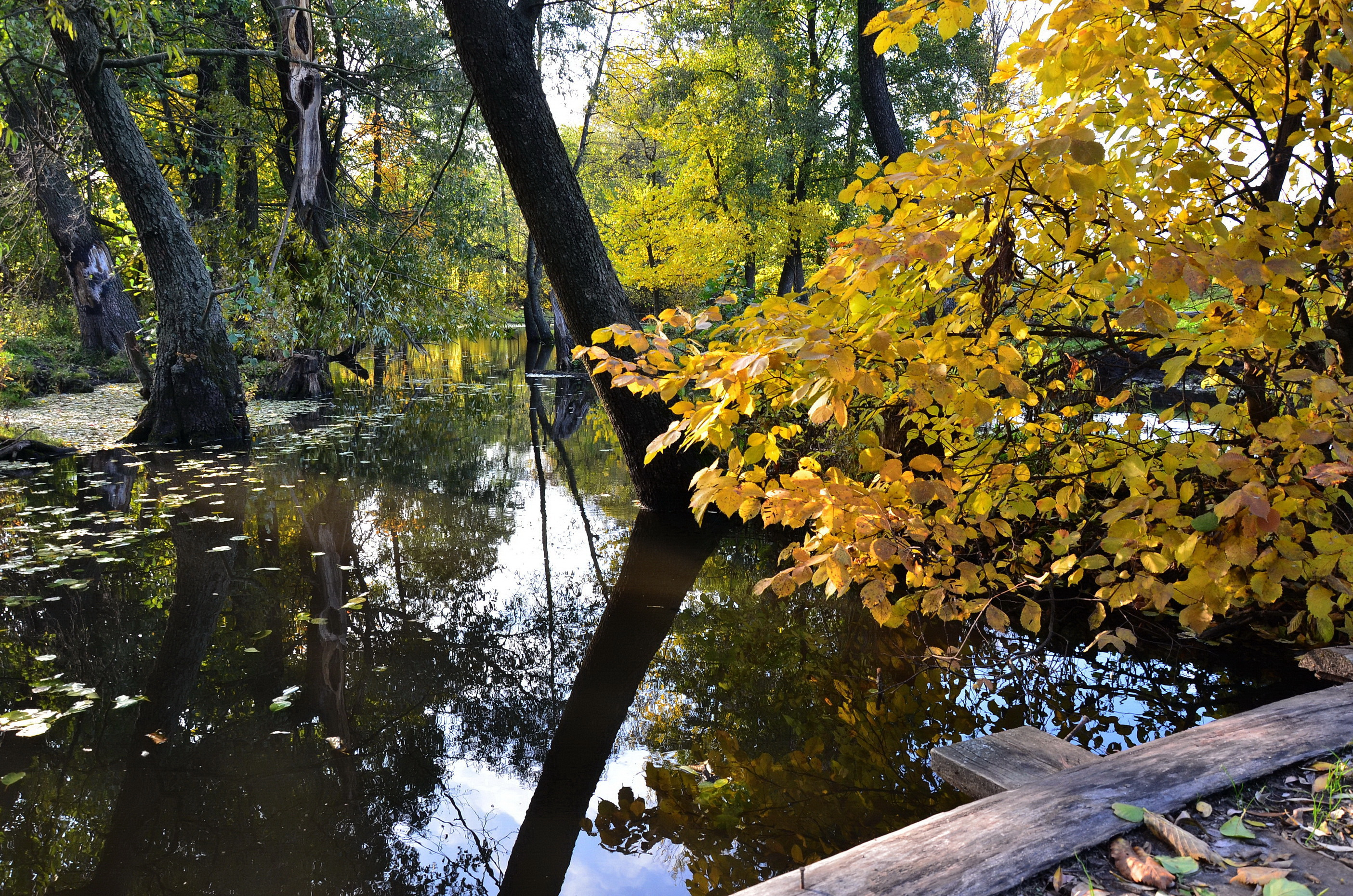
Річка в селі Хухра
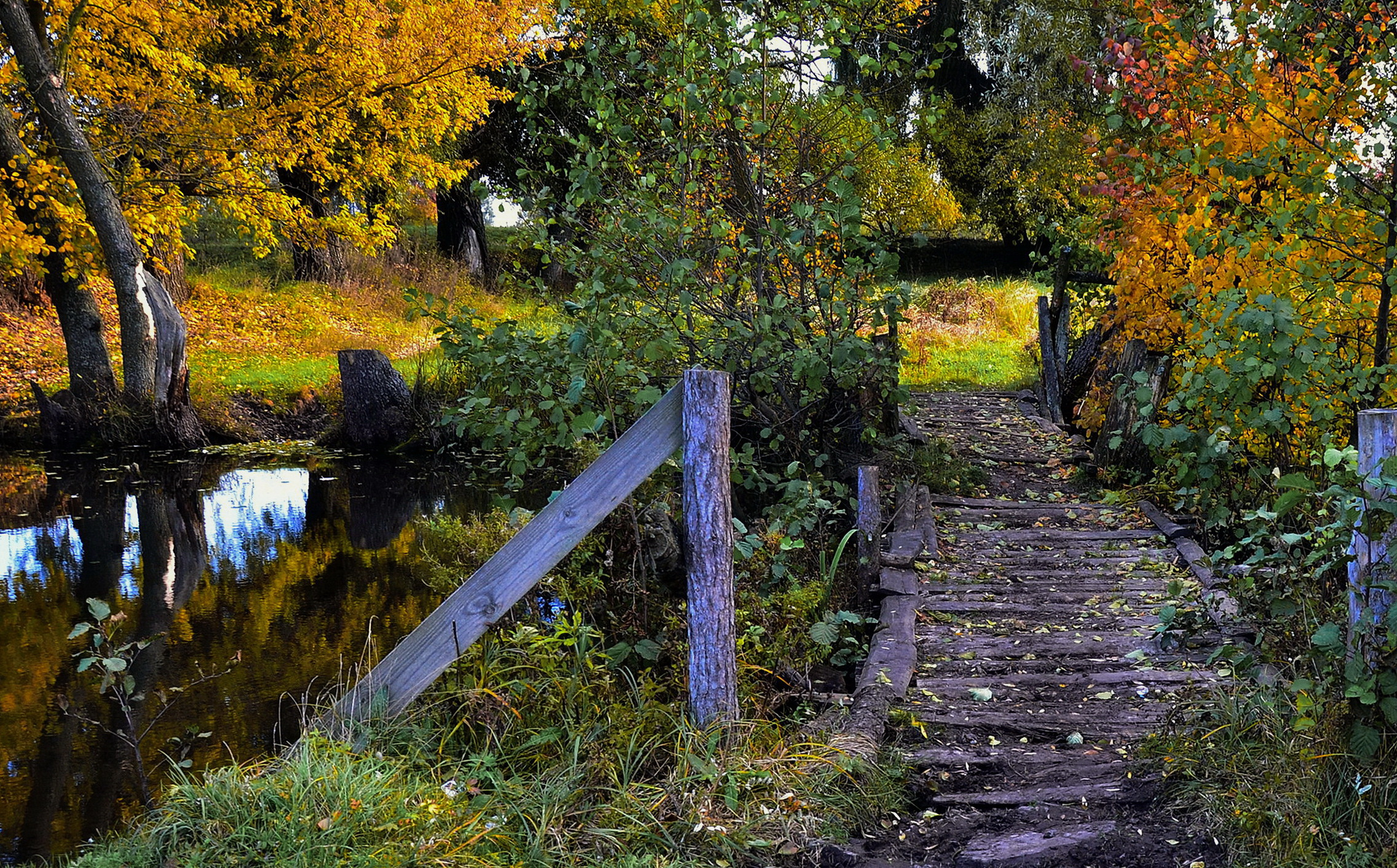
Річка Ху́хра в с. Хухра (жовтень, 2013)
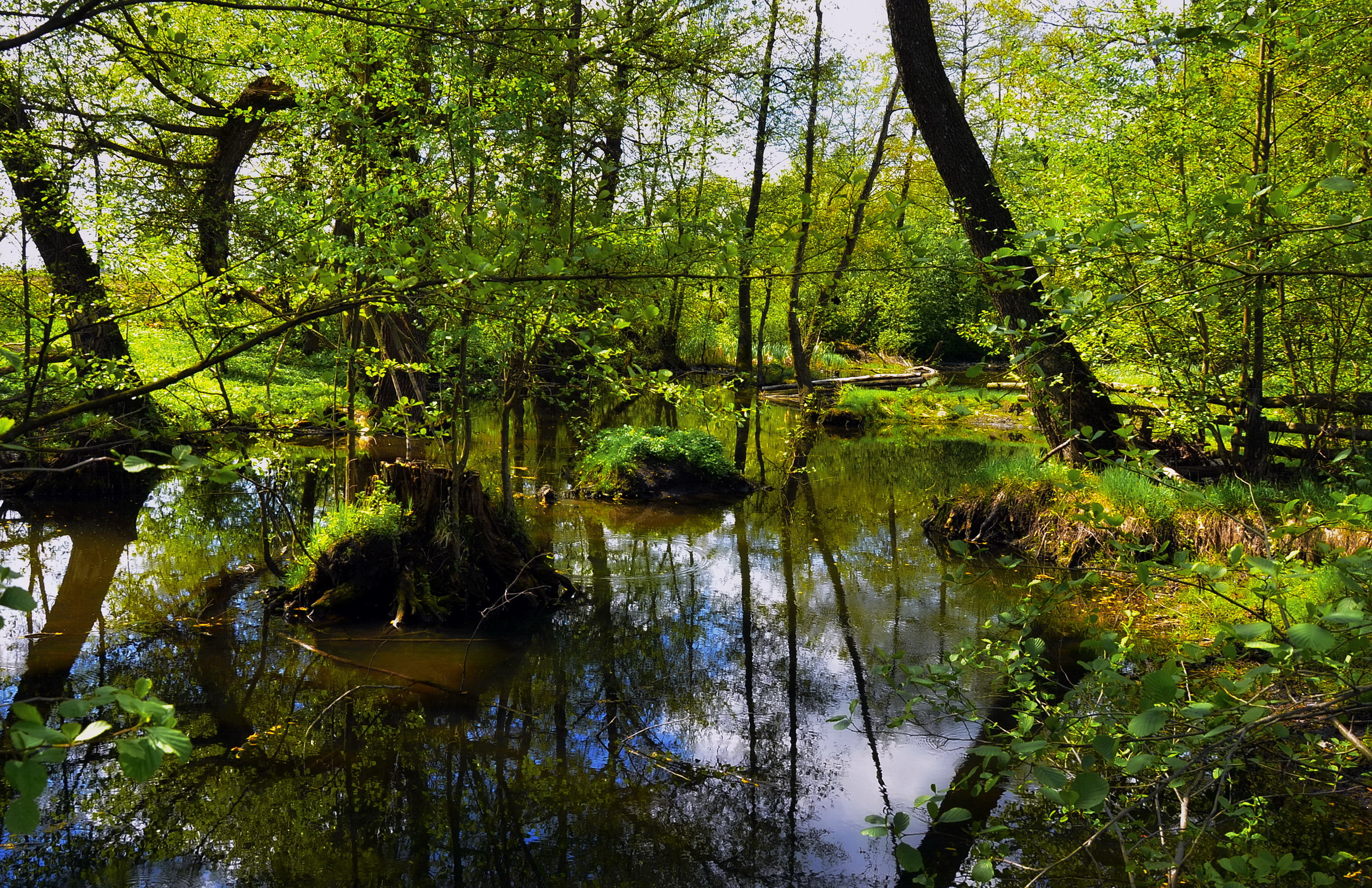
Річка Ху́хра в с. Хухра ( травень, 2019)